# カール・ヴァレリ
カール・ヴァレリ（Carl Valeri、1984年8月14日 - ）は、オーストラリア・キャンベラ出身の元同国代表サッカー選手。ポジションはMF。

## 来歴

### クラブ
オーストラリア国立スポーツ研究所にサッカーの奨学金で所属していた。
2002年からイタリアのインテルナツィオナーレ・ミラノのユースチームに所属。2004年には経験を積むためにSPAL 1907へレンタル移籍した。2005年にUSグロッセートに移籍し、2010年にUSサッスオーロ・カルチョに移籍した。

### 代表
オーストラリア代表として2001 FIFAワールドユース選手権やアテネオリンピック、2010 FIFAワールドカップメンバーに選ばれた。2011年1月25日のAFCアジアカップ2011準決勝・ウズベキスタン戦で代表初ゴールを挙げた。

## 所属クラブ
- インテルナツィオナーレ・ミラノ 2004-2005
  - → SPAL 1907 2004-2005 (loan)
- USグロッセート 2005-2010
- USサッスオーロ・カルチョ 2010-2014
- テルナーナ・カルチョ 2014
- メルボルン・ビクトリーFC 2014-

## 代表歴

### 出場大会
- オーストラリア代表
  - 2010 FIFAワールドカップ

### 試合数
- 国際Aマッチ 52試合 1得点（2007年-2014年）[1]

| オーストラリア代表 | 国際Aマッチ | 国際Aマッチ |
| 年                 | 出場        | 得点        |
| ------------------ | ----------- | ----------- |
| 2007               | 4           | 0           |
| 2008               | 10          | 0           |
| 2009               | 5           | 0           |
| 2010               | 10          | 0           |
| 2011               | 16          | 1           |
| 2012               | 5           | 0           |
| 2013               | 0           | 0           |
| 2014               | 2           | 0           |
| 通算               | 52          | 1           |